# Aphthona lubischevi
Aphthona lubischevi es una especie de coleóptero de la familia Chrysomelidae. Fue descrita científicamente por primera vez en 1998 por Konstantinov.